# Молиониди
Молионидите, наричани също Акториониди (на старогръцки: Μολιονίδαι, Molionides, Moliones, Molionidai), в древногръцката митология са близнаците Еврит и Ктеат (Εύρυτος του Άκτορα, Eurytos, Ctéatos), синове на Молиона и на Посейдон или на Актор (цар на Елида). Племенници са на Авгий. Борят се против Херакъл на страната на Авгий. Участват в Калидонския лов и са убити от Херакъл от засада в Клеон в Коринт.
Те се женят за Терефона и Тероника, дъщери на Дексамен, цар на Оленос. Техните синове са Талпий (син на Еврит и Терефона) и Амфимах (син на Ктеат и Тероника), които участват в Троянската война.